# Wegneria sphaerotoma
Wegneria sphaerotoma är en fjärilsart som beskrevs av Edward Meyrick 1911. Wegneria sphaerotoma ingår i släktet Wegneria och familjen äkta malar. Inga underarter finns listade i Catalogue of Life.